# Alambadikaval, Krishnarajanagara
Alambadikaval là một làng thuộc tehsil Krishnarajanagara, huyện Mysore, bang Karnataka, Ấn Độ.